# NGC 1431
NGC 1431 је лентикуларна галаксија у сазвежђу Бик која се налази на NGC листи објеката дубоког неба.
Деклинација објекта је + 2° 50' 8" а ректасцензија 3h 44m 40,7s. Привидна величина (магнитуда) објекта NGC 1431 износи 14,2 а фотографска магнитуда 15,2. NGC 1431 је још познат и под ознакама UGC 2845, MCG 0-10-17, CGCG 391-33, NPM1G +02.0129, PGC 13732.